# Rudarius minutus
Rudarius minutus är en fiskart som beskrevs av Tyler 1970. Rudarius minutus ingår i släktet Rudarius och familjen filfiskar. Inga underarter finns listade i Catalogue of Life.